# کنسرتو پیانو شماره ۲۴ (موتسارت)
کنسرتو پیانو شماره ۲۴ (انگلیسی: Piano Concerto No. 24) در دو مینور، کا. ۴۹۱، یک کنسرتو ساختهٔ ولفگانگ آمادئوس موتسارت برای کیبورد (معمولاً پیانو) و ارکستر است. او این کنسرتو را در زمستان ۱۷۸۵ تا ۱۷۸۶ ساخت و آن را در ۲۴ مارس ۱۷۸۶ (سه هفته پس از اتمام کنسرتو پیانو شماره ۲۳ در لا ماژور)، به پایان رساند. از آنجا که موتسارت قصد داشت کنسرتو را خودش اجرا کند، قسمت تکنواز را به‌طور کامل ننوشت. این اثر برای اولین بار در اوایل آوریل ۱۷۸۶، در بورگ‌تئاتر وین با تکنوازی و رهبری آهنگساز، اجرا شد. از لحاظ زمانی، این اثر بیستمین اثر از ۲۳ کنسرتو پیانوی اصلی موتسارت است.
این کار یکی از دو کنسرتو پیانوی موتسارت در گام مینور است که او ساخته‌است، دیگری کنسرتو پیانو شماره ۲۰ است. در هیچ‌یک از کنسرتو پیانوهای موتسارت سازهای بیشتری غیر از آنچه که در این کنسرتو استفاده شده است، وجود ندارد و سازهایی که در پارتیتور نوشته شده‌است عبارتند از: ارکستر زهی، بادی‌های چوبی، هورن‌ها، ترومپت‌ها و تیمپانی. کنسرتو در ۳ موومان است که اولین موومان با سرعت آلگرو در فرم سونات است و طولانی‌ترین موومان اول، در کلِ کنسرتو پیانوهای موتسارت است. موومان دوم لارگتو در می بمل ماژور (گام نسبی دو مینور) و دارای یک تم ساده است. موومان سوم یا فینال، با سرعت آلگرتو، دارای یک «تم» و ۸ واریاسیون در دو مینور است.
این اثر یکی از کامل‌ترین ساخته‌های موتسارت در فرمِ کنسرتو است. لودویگ فان بتهوون و یوهانس برامس از ستایشگران اولیهٔ این کنسرتو بودند. آرتور هاچینگز (موسیقی‌شناس)، این اثر را «عالی‌ترین» کنسرتو پیانوی موتسارت اعلام کرد.

## تاریخچه

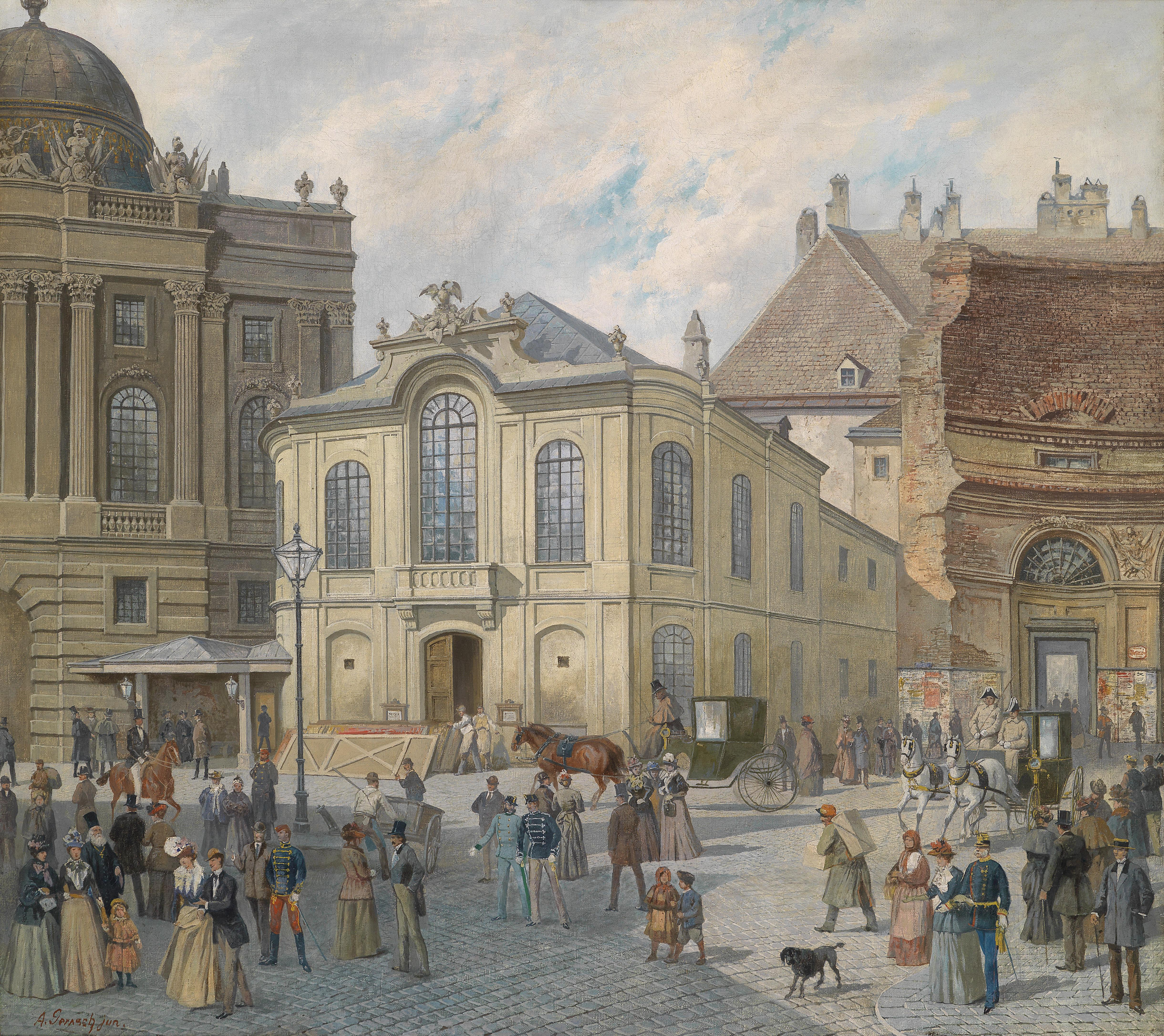
نمای بیرونی از بورگ‌تئاتر وین، محل اولین اجرای کنسرتو

موتسارت کنسرتو را در زمستان ۱۷۸۵–۸۶، در چهارمین فصل حضور خود در وین ساخت. این سومین کنسرتو از مجموعهٔ سه کنسرتویی بود که به سرعت و پشت سر هم ساخته شد (دو کنسرتوی دیگر شماره ۲۲ در می ماژور و شماره ۲۳ در لا ماژور بودند). او آهنگسازی شماره ۲۴ را اندکی پیش از آغاز ساخت اپرای کمیک عروسی فیگارو به پایان رساند. همچنین به این دو کار شمارهٔ مجاور ۴۹۱ و ۴۹۲ در فهرست کشل اختصاص داده شده‌است. این دو اثر گرچه در یک زمان ساخته شده‌اند اما تفاوت زیادی بین آنها وجود دارد. اپرا تقریباً یا کاملاً در گام‌های ماژور قرار دارد در حالی که کنسرتو از معدود کارهای موتسارت است که در گام مینور ساخته شده‌است. رابرت دی. لوین، پیانیست و موسیقی‌شناس حدس می‌زند که این کنسرتو، به همراه دو کنسرتوی دیگر که پیش از آن ساخته شده‌اند، ممکن است نشان از خلاقیت موتسارت برای عبور به جنبه تیره‌تری از آثارش در مقابل ساخت یک اپرای کمیک داشته باشد.
اولین اجرای کنسرتو در ۳ یا ۷ آوریل ۱۷۸۶، در بورگ‌تئاتر، وین بود. موتسارت به‌عنوان تکنواز در این کنسرت حضور داشت و ارکستر را از کنار ساز رهبری کرد.∗
در سال ۱۸۰۰، کنستانزه (بیوهٔ موتسارت)، پارتیتور اصلی این اثر را به ناشر موسیقی یوهان آنتون آندری در شهر افنباخ آم ماین فروخت. پس از آن سِر جورج دونالدسون (یک نیکوکار اسکاتلندی) در سال ۱۸۹۴، پارتیتور را به کالج سلطنتی موسیقی لندن اهدا کرد. به‌طور کلی در طولِ قرن نوزدهم، پارتیتور این کار بارها به‌طور خصوصی دست‌به‌دست شد.
پارتیتور اصلی فاقد علامتِ تمپو است و موتسارت سرعت قطعات را فقط در نت‌های متعلق به خودش (نت‌های تکنواز) وارد کرده‌است. نت‌های دیگر بخش‌های ارکستر برای نوازندگان، به وضوح و کامل نوشته شده‌است، اما نت‌های تکنواز ناقص است و در بسیاری از مواقع، موتسارت فقط علامت‌هایی خارج از خط حامل برای درجه گام یا آکوردهای شکسته، درج کرده‌است. این امر نشان می‌دهد که او قسمت عمده‌ای از بخش تکنوازی را به‌صورت بداهه ساخته‌است. در این پارتیتور همچنین نت‌های اضافه و بی‌ربط نیز وجود دارد، از جمله در موومان اول و در بخش گشایش، این موارد مشاهده می‌شود. گاه به گاه در پارتیتور اصلی خطای نت‌نویسی نیز وجود دارد که فردریش بلوم (موسیقی‌شناس)، این اشتباهات را به موتسارت نسبت می‌دهد و می‌گوید: «واضح است که با عجله و فشار درونی نوشته شده‌است».

## موسیقی

### ارکستر
کنسرتو در سه موومان به شرح زیر است:
1. آلگرو در دو مینور (3
4)
2. لارگتو در می بمل ماژور (2
2)
3. آلگرتو واریاسیون در دو مینور (2
2)، با ۸ واریاسیون و کدا در (6
8)

کنسرتو برای ۱ فلوت، ۲ ابوا، ۲ کلارینت، ۲ فاگوت، ۲ هورن، ۲ ترومپت، تیمپانی و ارکستر زهی ساخته شده‌است. این بزرگترین مجموعه از سازهایی است که موتسارت تا آن زمان در کنسرتوهای خود استفاده کرده بود.
این اثر یکی از دو کنسرتوهایی است که موتسارت، هم از ابوا و هم از کلارینت استفاده کرد (قطعهٔ دیگر کنسرتو برای دو پیانو است که فقط در نسخهٔ اصلاح شده، کلارینت نیز به آن اضافه شده‌است). کلارینت در آن زمان از سازهای معمول در ارکستر نبود، «رابرت دی. لوین» می‌نویسد: «غنای صدادهی در بادی‌ها، به‌دلیل حضور ابواها و کلارینت‌ها، ویژگی اصلی تمبر در این کنسرتو است و بارها و بارها در هر سه موومان، بادی‌ها نسبت به ارکستر زهی، خودنمایی بیشتری دارند و کاملاً بر آنها غلبه می‌کنند».
ساز تکنواز در پارتیتور این کنسرتو، چمبالو معرفی شده‌است، منظور از این اصطلاح اغلب به ساز هارپسیکورد اشاره دارد، اما موتسارت در این کنسرتو از نامِ ساز چمبالو، به‌عنوان یک اصطلاح عمومی استفاده کرده‌است که می‌تواند ساز پیانو را نیز در بر بگیرد و در قرن هجدهم، نوع مدرن‌تر این ساز،  پویایی بیشتری از هارپسیکورد داشت.

### موومان اول
موومان اول طولانی‌تر و پیچیده‌تر از هر موومانی است که موتسارت در فرم کنسرتو ساخته‌است. میزان‌بندی این قسمت در 3
4 است که در دیگر کنسرتوهای وی، فقط کنسرتو پیانوهای شماره ۴ در سل ماژور، شماره ۱۱ در فا ماژور و شماره ۱۴ در می ماژور هستند که با ریتم سه‌ضربی شروع می‌شوند.
موومان اول در فرم سونات است و از سبک دوره کلاسیک پیروی می‌کند. این اثر با یک گشایش ارکسترال شروع می‌شود و به‌دنبال آن، آغاز تکنوازی، بسط و گسترش، بازگشایش و در نهایت با کادنزا و کدا، این قسمت به پایان می‌رسد. با آنکه این موومان در خط کلی و مرسومِ کلاسیک حرکت می‌کند، اما موتسارت دست به نوآوریِ گسترده‌ای در ساختارِ اثر زده است.

#### گشایش
بخش اکسپوزیسیون یا گشایش، طولانی و در ۹۹ میزان است و دو تم دارد؛ «تم اول» و «تم دوم». پایهٔ هر دو تم در گام مینور است. ارکستر ابتدا تم اصلی را هم‌صدا و کم‌قدرت شروع می‌کند و نشانِ شدت، پیانو (P) در نظر گرفته شده‌است. لحن تمِ اصلیِ سیزده میزانی، در گام دو مینور و مبهم است و تا مرحلهٔ کادانس، بسیار رنگی است و از همهٔ دوازده نت گام کروماتیک بهره گرفته‌است.
گشایشِ بخش تکنواز، قواعد مرسوم را کنار می‌گذارد و ایده‌های ارکسترال را که قبلاً شنیده شده‌است، دنبال نمی‌کند. در عوض، تکنواز با یک پاساژ ۱۸ میزانی و بدون همراهی ارکستر وارد می‌شود و به تم اصلی نیز اشاره‌ای نمی‌کند، بعد از این قسمت، تم اصلی با همراهی ارکستر ظاهر می‌شود. پیانو نیز پس از هفت میزان به ارکستر ملحق می‌شود. یکی دیگر از نوآوری‌های این کنسرتو این است که تکنواز، تم دوم بخش گشایشِ ارکستر را اجرا نمی‌کند و در مقابل، یک سری تم‌ها و مواد جدیدی معرفی می‌شوند. دونالد تووی (موسیقی‌شناس)، معرفی این مطالب جدید را «آموزه‌ای کاملاً براندازانه دانست، زیرا پیشتر (در فرم کنسرتو) مرسوم بود که در بخش آغازین، اجرای همنوازی کامل ارکستر (گشایش ارکسترال)، پیش‌بینی اجرای تکنواز باشد».
پس از صد میزان از اجرای تکنواز و ارکستر، قطعه در گام نسبی می بمل ماژور قرار می‌گیرد و تکنواز با اجرای یک «تریل/کادانس» و هدایت ارکستر با یک آکورد هفت نمایان به تونیک، نشان می‌دهد که بخش گشایش برای تکنواز، به پایان رسیده‌است. در مقابل، موتسارت بخش جدیدی را به بادی‌های چوبی اختصاص داده‌است. این گشایشِ جدید، حدود شصت میزان و قبل از اجرای یک «تریل/کادانس» دیگر که پایان واقعی گشایش را نشان بدهد، ادامه دارد. این امر باعث ایجاد یک «عبارت تکراری» در بخش «گشایش» و اتصال به بخش «بسط و گسترش» می‌شود. چارلز روزن (موسیقی‌شناس)، استدلال می‌کند موتسارت بدین‌ترتیب یک «گشایش دوبل» ایجاد کرد. روزن همچنین طی اظهاراتی توضیح می‌دهد که چرا موتسارت در طول مراحل آهنگسازی، گسترش قابل توجهی در بخشِ گشایشِ ارکسترال ایجاد کرده است و نتیجه می‌گیرد که او برای حفظ تعادل بین ارکستر و تکنواز، به زمان بیشتری در این بخش نیاز داشته‌است.

#### بسط و گسترش
بخش بسط و گسترش، با تکرار همان مواد از «بخش گشایش»، این بار در می بمل ماژور، توسط تکنواز آغاز می‌شود. در بین دیگر کنسرتوهای موتسارت، فقط کنسرتو پیانو شماره ۲۰ است که بخش «بسط و گسترش»، تکرار همان «بخش گشایش» است. اما در کنسرتو پیانو شماره ۲۴، تکرار گشایش، برای گسترش، به شکلی متفاوت اجرا می‌شود. موتیف آغازین با کادانس نیمه‌تمام، چهار بار تکرار می‌شود و با مداخلهٔ بادی‌های چوبی، انگار سؤال را بعد از سؤال می‌پرسد. سؤال فینال در دو مینور پرسیده می‌شود و تکنواز با حرکتی نزولی، به آن پاسخ می‌دهد و سرانجام منجر به بیان تم اصلی توسط تمام ارکستر در فا مینور می‌شود.
پس از آن تمِ ارکسترال گسترش می‌یابد و موتیفِ تم‌های چهارم و پنجم، از طریق دایره پنجم‌ها، حرکتی پایین‌رونده دارند و همراه با فیگورهای مداومِ تکنواز، منجر به تبادلی طوفانی بین ارکستر و تکنواز می‌شود که کوتبرت گیردستون (موتسارت‌شناس قرن بیستم) آن را یکی از معدود کارهای موتسارت دانست که «شور و اشتیاق در آن مهارنشدنی است». «دونالد تووی» این بخش را پاساژی «خوب و توده‌ای سِتَبر» توصیف می‌کند. این تبادل، توسط تکنواز در یک خط از نت‌های «تریوله» (سه‌تایی) به‌صورت دولاچنگ و پژواکی از تم اصلی که توسط سازهای بادی اضافه شده‌است، ادامه پیدا می‌کند. در نهایت، این پاساژ انتقالی با مدولاسیون به گام سی مینور تغییر کرده و باعث شروع بازگشایش و بیانی متعارف از تم اصلیِ موومان، توسط ارکستر می‌شود.

#### بازگشایش، کادنزا و کدا
در بازگشایش، طیف گسترده‌ای از تم‌های ارایه شده توسط ارکستر و تکنواز در «بخش گشایش»، به چالش کشیده می‌شود. موتسارت در این بخش موفق می‌شود تمامی تم‌های موجود را در گام دو مینور مجدداً جمع‌آوری کند، اما تم‌ها فشرده‌تر است، با نظم دیگری بیان می‌شود و در فرم جدید خود، در لحظه‌هایی نیز حاوی تکنیک‌هایی برای اجرای نوازندهٔ چیره‌دست پیانو است. آخرین تمی که به‌طور خلاصه جمع‌بندی می‌شود، تم دومِ ارکسترال، از بخش گشایش است که پس از ۴۰۰ میزان، دوباره ظهور می‌کند و با نت‌های سه‌تایی و دولاچنگ توسط تکنواز، تزیین و شنیده می‌شود. خلاصهٔ تکرارها با آرپژهای دولاچنگ پیانو، قبل از اینکه «تریل/کادانس» به یک «عبارت تکراری» تبدیل شود، به پایان می‌رسد. عبارت تکراری به نوبهٔ خود منجر به ایجاد یک فرماتا می‌شود و نشان از شروع کادنزا توسط تکنواز دارد.
موتسارت در این موومان نُتی برای کادنزا ننوشته‌است، یا حداقل هیچ مدرکی در این زمینه وجود ندارد. بسیاری از آهنگسازان و اجراکنندگان بعدی از جمله یوهان برامس، فروچو بوزونی و گابریل فوره کادنزاهای خودشان را نوشته و آهنگسازی کرده‌اند. در این اثر به‌صورت استثنایی و در نوشتار پارتیتور، تکنواز را به سویی سوق نمی‌دهد تا کادنزا را با یک «تریل/کادانس» خاتمه دهد. حذف تریل احتمالاً عمدی بوده‌است؛ چرا که موتسارت قصد داشت که کادنزا، مستقیم و بدون تریل، به کدا برود.
کدا در کنسرتوهای موتسارت، معمولاً با ارکستر کامل و بدون نوشتنِ بخشی برای تکنواز، به پایان می‌رسد. اما در این کنسرتو قواعد شکسته می‌شود و تکنواز با پاساژهایی از نت‌های دولاچنگ، صدای کلِ ارکستر را قطع کرده و سپس ارکستر را با آکوردهای پایانی، با شدت پیانیسیمو (PP) همراهی و به پایان هدایت می‌کند.

### موومان دوم
آلفرد اینشتین در بارهٔ موومان دوم گفته‌است: «در خالص‌ترین و آرام‌ترین مناطق حرکت می‌کند و از بیانی ساده و عالی برخوردار است». موومان دوم با سرعت لارگتو علامت‌گذاری شده‌است، در گام می بمل ماژور و میزان‌بندی شکستهٔ 2
2 است. در این موومان ترومپت‌ها و تیمپانی هیچ نقشی ندارند و در موومان سوم دوباره به ارکستر می‌پیوندند.
شروع موومان با تکنوازی تم اصلی در چهار میزان، به‌عهدهٔ پیانو است و سپس این تم توسط ارکستر تکرار می‌شود.
این تم، به قول مایکل استینبرگ (موسیقی‌شناس آمریکایی)، «در نهایتِ سادگی» است. دونالد تووی، میزان چهارم به بعد را «ساده، بی‌تکلف» و فاقد هرگونه تزیین، توصیف می‌کند، اما معتقد است که موتسارت به عمد قصد چنین کاری را داشته‌است. اولین طرح موتزارت برای این موومان، بسیار پیچیده‌تر بود. او احتمالاً تم را ساده کرده تا کنتراست بیشتری در مقابل شدتِ تیرگی که در موومان اول وجود دارد، ایجاد کند. پس از تکرار تم اصلی توسط ارکستر، یک پُل یا پاساژ انتقالی بسیار ساده وجود دارد که کوتبرت گیردستون (موتسارت‌شناس قرن بیستم) آن را «اما فقط یک طرح» می‌خواند تا توسط تکنواز (با بداهه) تزئین شود، با این استدلال که «اجرای آن به‌صورت چاپ‌شده (نت‌نویسی شده)، به معنای خیانت به یادگاریِ موتزارت است».∗
پس از عبور از این پُل، تکنواز دوباره تم چهارمیزانیِ اولیه را اجرا می‌کند. سپس ارکستر بخش جدیدی را در گام دو مینور با بازگشت به تم اصلی و ریتمِ تغییریافته، می‌گشاید و بدین‌ترتیب این بخش را از گام لابمل ماژور قبلی، جدا می‌کند. پس از این بخش جدید، باز هم تم اصلی تکرار می‌شود تا پایان موومان مشخص شود، ولی این بار نیز ریتمِ تم اصلی تغییر می‌کند. در این زمان، تم دوبار توسط تکنواز اجرا شده و در این ظهور مجدد، باز هم با همان پُل یا پاساژ ارتباطی، این دو به هم وصل می‌شوند. کوتبرت گیردستون استدلال می‌کند که در اینجا، «تکنواز مجبور خواهد شد از تخیل (بداهه‌نوازی) خود برای آراستن (پاساژ ساده یا پُل) برای بار دوم استفاده کند». بنابر این ساختار کلیِ موومان دوم، ABACA است و فرمی مانند روندو ایجاد می‌شود.
در بخش میانیِ اثر (بین دو مینور و لا بمل ماژور) و هنگام بیانِ تم اصلی، نشانه‌هایی از خطای نت‌نویسی در پارتیتور اصلی وجود دارد. این خطاها باعث اختلالِ هارمونیکی بین سازهای بادی و پیانو می‌شود. احتمالاً موتسارت نت‌های پیانو و سازهای بادی را در زمان‌های مختلف نوشته‌است و این امر موجب اشتباه آهنگساز در نظارت بر اثرش شده‌است. آلفرد برندل که چندین بار این کنسرتو را ضبط کرده‌است، معتقد است که اجراکنندگان نباید در این بخش، پارتیتور را همان‌طور که هست اجرا کنند، بلکه باید خطای موتزارت را تصحیح کنند. برندل همچنین تاکید دارد که میزان‌بندی شکسته در کلِ موومان یک خطای دیگر است که دو ضرب، در یک زمان مشترک، شکسته شده (حذف ضرب‌های دوم و چهارم) و به جای چهار بار ضرب‌زدن، دو بار ضرب می‌خورد، از نظر او (ضرب‌زدن)، در این موومان بسیار سریع‌تر است.
فرم این موومان تقریباً مشابه فرم موومان دوم از سونات پیانوی موتسارت در سی بمل ماژور (کا. ۵۷۰) است.

### موومان سوم
موومان سوم دارای یک تم موسیقایی در دو مینور است و پس از آن، هشت واریاسیون بر روی این تم به اجرا در می‌آید. آرتور هاچینگز (موسیقی‌شناس)، موومان سوم را هم بهترین تالیف از فرمِ واریاسیون و هم بهترین فینالِ کنسرتو در بین آثار موتسارت می‌داند.
نشانه‌گذاری برای سرعت در این موومان آلگرتو است. چارلز روزن معتقد که این موومان به سرعتی مانند مارش نیاز دارد و می‌نویسد: «به‌طور کلی خیلی زود این توهم ایجاد می‌شود که این تمپوی تند می‌خواهد به این موومان، قدرتی همانند موومان اول بدهد». در مقابل، انجلا هیوئیت (پیانیست)، سرعت این موومان را نه یک مارش، بلکه یک «رقص شیطانی» می‌بیند.
این موومان توسط ویلن‌اول‌ها با اجرای تم اول بر روی یک سیم و با همراهی سازهای بادی آغاز می‌شود. تم اول از دو فِرازِ هشت‌میزانی تشکیل شده‌است که هر کدام یک بار تکرار می‌شوند. اولین فِراز، از دو مینور به گام نمایان (سل مینور) تغییر می‌یابد. فِراز دوم، با مدولاسیون، عبارت موسیقی را از سل مینور به دو مینور برمی‌گرداند. تکنواز در اینجا هیچ نقشی در بیانِ تم اصلی ندارد و فقط ساز زهی را به‌صورت تیره‌ای همراهی و تزیین می‌کند. سپس پیانو برای اجرای واریاسیون یک (I)، وارد می‌شود.
واریاسیون‌های دو (II) تا شش (VI)، همان چیزی است که کوتبرت گیردستون و آرتور هاچینگز، هر کدام به‌طور مستقل، آنها را «واریاسیون‌های دوبل» توصیف می‌کنند. در این واریاسیون‌ها، هر یک از فرازهای هشت‌میزانیِ تم، با تنوع و تکرارِ بیشتری همراه است (AXAYBXBY)∗. واریاسیون‌های چهار (IV) و شش (VI) در گام ماژور هستند، دونالد تووی از اولی (در لا بمل ماژور) به‌عنوان «با نشاط» و از دومی (دو ماژور) به‌عنوان «دلپذیر» یاد می‌کند. در میانِ این دو، واریاسیون پنج (V) قرار دارد که به دو مینور بر می‌گردد، کوتبرت گیردستون، این واریاسیون را «یکی از مهمترین‌ها» توصیف می‌کند. واریاسیون هفت (VII)، دارای نیمی از طولِ زمانیِ قبلی‌ها است، چرا که تکرار فِرازهای هشت‌میزانی، در این قسمت حذف شده‌اند، واریاسیون شمارۀ هفت با سه میزانِ اضافه به پایان می‌رسد و این بخش با یک آکورد نمایان، اوج گرفته و شروعِ بخش کادنزا را اعلام می‌کند.
بعد از کادِنزا، تکنواز واریاسیون هشت (VIII) را به تنهایی اجرا می‌کند، اما این بار متر موسیقی تغییر کرده و از دوضربی سادۀ شکسته (2
2)، به دوضربی ترکیبی (6
8)، تبدیل می‌شود. سرانجام پس از ۱۹ میزان تکنوازی توسط پیانو، ارکستر نیز به آن ملحق می‌شود. هم در واریاسیون نهایی (هشت) و هم در کدا، آکوردهای شش ناپولیتن بسیاری در همراهی وجود دارد که کوتبرت گیردستون به تأثیر «دلهره‌آورِ» این آکوردها اشاره دارد و می‌نویسد: بخش «کُدا سرانجام جشن پیروزی را با ناامیدی، در گام مینور برپا می‌کند».

## واکنش‌ها
لودویگ فان بتهوون کنسرتو شماره ۲۴ را تحسین کرد و ممکن است در ساخت کنسرتو پیانو شماره ۳، تحت‌تأثیر کنسرتوی موتسارت قرار گرفته باشد. نقل می‌شود که بتهوون پس از شنیدن این کنسرتو در حین یک تمرین، گفته‌است: «ما هرگز قادر به انجام چنین کارهایی نخواهیم بود». یوهان برامس نیز کنسرتو را ستایش کرد و کلارا شومان را تشویق نمود تا این اثر را بنوازد. برامس خود نیز یک کادنزا برای موومان اول، آهنگسازی کرد. وی از این اثر به‌عنوان «یک شاهکار هنری و پُر از ایده‌های مبتکرانه» نام برد.
در میان پژوهشگران مدرن و قرن بیستم، کوتبرت گیردستون می‌گوید: «این کنسرتو از همه لحاظ، یکی از بزرگترین (آثار موتسارت) است، ما بیهوده خواهیم گفت: بزرگترین، آیا انتخاب چهار یا پنج نفر از بین آنها غیرممکن نبود؟». آلفرد اینشتین با اشاره به ماهیتِ «تاریک، تراژیک و پرشورِ» کنسرتو، اظهار داشت: «وقتی موتسارت این کار را (برای اولین بار) اجرا می‌کرد، بیان و تصّورِ چهرهٔ مردم وین در آن زمان سخت است». سایمون پی. کیف (موسیقی‌شناس) در بارهٔ کنسرتو پیانوی شماره ۲۴، می‌نویسد: «یک کار متعالی و نقطهٔ اوج در کنسرتو پیانوهای موتسارت است که کاملاً با پیشینیان خود پیوند خورده‌است، اما در عین حال قاطعانه از آنها پیشی می‌گیرد». الکساندر هایِت کینگ (موتسارت‌شناس)، بر این نظر است که کنسرتوی شماره ۲۴، «نه تنها عالی‌ترین کنسرتو از سری (کنسرتوهای موتسارت) است، بلکه یکی از بزرگترین کنسرتوهای پیانو است که تاکنون ساخته شده‌است». آرتور هاچینگز (موسیقی‌شناس)، دیدگاه خود را اینگونه بیان کرد که «اگر برای هر یک از کنسرتوهای موتسارت ارزشی قایل شویم، در هیچ‌کدام از آنها کاری بزرگتر از کنسرتوی کا. ۴۹۱، نخواهیم یافت، زیرا موتسارت اثری ننوشته بود که اجزای آن کاملاً متعلق به کلِ یک کار فوق‌العاده باشد».

## پی‌نوشت